# Balanomis encyclia
Balanomis encyclia är en fjärilsart som beskrevs av Edward Meyrick 1887. Balanomis encyclia ingår i släktet Balanomis och familjen mott. Inga underarter finns listade i Catalogue of Life.